# Абдуллаев, Шохжахон Кахрамонжон оглы
Шохжахон Кахрамонжон оглы Абдуллаев (также Шохджахон, узб. Shokhjakhon Kahramonjon Ugli Abdullaev; род. 17 июня 2002, Андижан, Андижанская область, Узбекистан) — узбекский боксёр-любитель и профессионал, выступающий в полутяжёлой, в первой тяжёлой и в тяжёлой весовых категориях. Член национальной сборной Узбекистана, чемпион Узбекистана (2022), бронзовый призёр чемпионата мира среди молодёжи (2021), чемпион Азии среди молодёжи до 22 лет (2023), чемпион Азии среди молодёжи (2019), участник чемпионата мира (2021) в любителях.

## Биография
Шохжахон Абдуллаев родился 17 июня 2002 года в городе Андижан, в Андижанской области, в Узбекистане.

## Любительская карьера

### 2019—2020 годы
В ноябре 2019 года в Улан-Баторе (Монголия) стал чемпионом Азии среди молодёжи, в категории до 81 кг, в финале победив китайца Халимулати Рехеманду.
В 2020 году началась коронавирусная пандемия COVID-19, жёсткий коронавирусный карантин в Узбекистане и по всей Азии, и отсутствие соревновательной практики.

### 2021—2022 годы
В апреле 2021 года в Кельце (Польша) стал бронзовым призёром чемпионата мира среди молодёжи, в категории до 81 кг, в полуфинале проиграв черногорскому боксёру Петару Льешевичу.
В конце октября 2021 года в Белграде (Сербия) участвовал на чемпионате мира, в категории до 86 кг, где он в 1/16 финала соревнований досрочно нокаутом во 2-м раунде проиграл бельгийскому боксёру Виктору Шельстрату, — который в итоге стал бронзовым призёром чемпионата мира 2021 года.
В ноябре 2022 года участвовал на чемпионате Азии в Аммане (Иордания) в категории до 86 кг, где он в четвертьфинале раздельным решением судей (счёт: 2:3) проиграл опытному иорданцу Одаи Рияду Аль-Хиндави, — который в итоге стал серебряным призёром чемпионата Азии 2022 года.
В декабре 2022 году стал чемпионом Узбекистана в весе до 86 кг, в финале победив Темурхона Собирова.

### 2023 год
В конце января 2023 года, в Бангкоке (Таиланд) стал чемпионом Азии среди молодёжи до 22 лет (U22) в весовой категории до 86 кг. Где он в четвертьфинале досрочно нокаутом в 1-м раунде победил опытного казахстанца Сагындыка Тогамбая, затем в полуфинале вновь досрочно нокаутом в 1-м раунде победил боксёра из Кыргызстана Нурсултана Болотбаева, и в финале досрочно во 2-м раунде победил Роберта Мускита из Индонезии.
В конце февраля 2023 года стал победителем в весе до 86 кг представительного международного турнира «Странджа» проходившего в Софии (Болгария), где он в полуфинале победил опытного грузина Георгия Кушиташвили, а в финале победил итальянца Винченцо Лиззи.
В мае 2023 года участвовал на чемпионате мира в Ташкенте (Узбекистан), в весе до 86 кг, где он в 1/16 финала по очкам единогласным решением судей (5:0) победил киргиза Эркина Адылбека уулу, затем в 1/8 финала по очкам единогласным решением судей (5:0) опять победил казаха Сагындыка Тогамбая, но в четвертьфинале, в конкурентном бою, по очкам раздельным решением судей (2:5) проиграл опытному азербайджанцу кубинского происхождения Лорену Альфонсо Домингесу, — который в итоге стал серебряным призёром данного чемпионата мира.

## Профессиональная карьера
6 августа 2022 года в Екатеринбурге (Россия) дебютировал на профессиональном ринге, в тяжёлом весе (свыше 90,72 кг), в 4-раундовом бою единогласным решением судей проиграв опытному россиянину Герману Скобенко (5-12-2), при этом в 4-м раунде Абдуллаев упал в нокдаун.

## Статистика профессиональных боёв
В таблице перечислены результаты всех поединков боксёров.
В каждой строке указан результат поединка. Дополнительно номер поединка обозначен цветом, который обозначает итог поединка. Расшифровка обозначений и цветов представлена в нижеследующей таблице.
| Пример | Расшифровка                     |
| ------ | ------------------------------- |
|        | Победа                          |
|        | Ничья                           |
|        | Поражение                       |
|        | Планируемый поединок            |
|        | Поединок признан несостоявшимся |
| КО     | Нокаут                          |
| ТКО    | Технический нокаут              |
| PTS    | Решение судей (по очкам)        |
| UD     | Единогласное решение судей      |
| MD     | Решение большинства судей       |
| SD     | Раздельное решение судей        |
| RTD    | Отказ от продолжения боя        |
| DQ     | Дисквалификация                 |
| NC     | Поединок признан несостоявшимся |

| 1 поединок, 0 победы (0 нокаутом), 1 поражение. | 1 поединок, 0 победы (0 нокаутом), 1 поражение. | 1 поединок, 0 победы (0 нокаутом), 1 поражение. | 1 поединок, 0 победы (0 нокаутом), 1 поражение. | 1 поединок, 0 победы (0 нокаутом), 1 поражение.                | 1 поединок, 0 победы (0 нокаутом), 1 поражение. | 1 поединок, 0 победы (0 нокаутом), 1 поражение.                                                       |
| Бой                                             | Рекорд                                          | Дата боя                                        | Соперник                                        | Место проведения боя                                           | Раундов, время                                  | Дополнительно                                                                                         |
| ----------------------------------------------- | ----------------------------------------------- | ----------------------------------------------- | ----------------------------------------------- | -------------------------------------------------------------- | ----------------------------------------------- | --- |
| 1                                               | 0-1                                             | 6 августа 2022                                  | Герман Скобенко (5-12-2)                        | Академия бокса RCC, Екатеринбург, Свердловская область, Россия | UD 4 (4)                                        | Счёт судей: 36-39, 37-38 (дважды). В 4-м раунде Абдуллаев в нокдауне. Дебют в профессиональном боксе. |